# A Fidzsi-szigetek az 1984. évi nyári olimpiai játékokon
A Fidzsi-szigetek az egyesült államokbeli Los Angelesben megrendezett 1984. évi nyári olimpiai játékok egyik részt vevő nemzete volt. Az országot az olimpián 5 sportágban 14 sportoló képviselte, akik érmet nem szereztek.

## Atlétika
Férfi
| Versenyző       | Versenyszám | Előfutam | Előfutam | Előfutam | Negyeddöntő | Negyeddöntő | Negyeddöntő | Elődöntő | Elődöntő | Elődöntő | Döntő   | Döntő    |
| Versenyző       | Versenyszám | Idő      | Hely.    | Össz.    | Idő         | Hely.       | Össz.       | Idő      | Hely.    | Össz.    | Idő     | Helyezés |
| --------------- | ----------- | -------- | -------- | -------- | ----------- | ----------- | ----------- | -------- | -------- | -------- | ------- | -------- |
| Inoke Bainimoli | 100 m       | 11,15    | 7.       | 74.      | kiesett     | kiesett     | kiesett     | kiesett  | kiesett  | kiesett  | kiesett | kiesett  |
| Inoke Bainimoli | 200 m       | 22,16    | 6.       | 61.*     | kiesett     | kiesett     | kiesett     | kiesett  | kiesett  | kiesett  | kiesett | kiesett  |
| Joe Rodan       | 400 m       | 49,00    | 5.       | 67.      | kiesett     | kiesett     | kiesett     | kiesett  | kiesett  | kiesett  | kiesett | kiesett  |

| Versenyző     | Versenyszám | 100 m | 100 m | Távolugrás | Távolugrás | Súlylökés | Súlylökés | Magasugrás | Magasugrás | 400 m | 400 m | 110 m gát | 110 m gát | Diszkoszvetés | Diszkoszvetés | Rúdugrás                 | Rúdugrás                 | Gerelyhajítás | Gerelyhajítás | 1500 m     | 1500 m     | Végeredmény   | Végeredmény   |
| Versenyző     | Versenyszám | Idő   | Pont  | Eredmény   | Pont       | Eredmény  | Pont      | Eredmény   | Pont       | Idő   | Pont  | Idő       | Pont      | Eredmény      | Pont          | Eredmény                 | Pont                     | Eredmény      | Pont          | Idő        | Pont       | Pont          | Helyezés      |
| ------------- | ----------- | ----- | ----- | ---------- | ---------- | --------- | --------- | ---------- | ---------- | ----- | ----- | --------- | --------- | ------------- | ------------- | ------------------------ | ------------------------ | ------------- | ------------- | ---------- | ---------- | ------------- | ------------- |
| Albert Miller | Tízpróba    | 11,48 | 692   | 632 cm     | 675        | 13,07 m   | 669       | 191 cm     | 779        | 50,22 | 795   | 15,36     | 811       | 38,46 m       | 655           | érvényes kísérlet nélkül | érvényes kísérlet nélkül | nem indult    | nem indult    | nem indult | nem indult | nem ért célba | nem ért célba |

Női
| Versenyző                     | Versenyszám | Előfutam         | Előfutam         | Előfutam         | Negyeddöntő | Negyeddöntő | Negyeddöntő | Elődöntő | Elődöntő | Elődöntő | Döntő   | Döntő    |
| Versenyző                     | Versenyszám | Idő              | Hely.            | Össz.            | Idő         | Hely.       | Össz.       | Idő      | Hely.    | Össz.    | Idő     | Helyezés |
| ----------------------------- | ----------- | ---------------- | ---------------- | ---------------- | ----------- | ----------- | ----------- | -------- | -------- | -------- | ------- | -------- |
| Miriama Tuisorisori-Chambault | 100 m       | 13,04            | 6.               | 46.              | kiesett     | kiesett     | kiesett     | kiesett  | kiesett  | kiesett  | kiesett | kiesett  |
| Miriama Tuisorisori-Chambault | 200 m       | 26,82            | 7.               | 37.              | kiesett     | kiesett     | kiesett     | kiesett  | kiesett  | kiesett  | kiesett | kiesett  |
| Miriama Tuisorisori-Chambault | 100 m gát   | nem állt rajthoz | nem állt rajthoz | nem állt rajthoz |             |             |             | kiesett  | kiesett  | kiesett  | kiesett | kiesett  |

* - egy másik versenyzővel azonos eredményt ért el

## Cselgáncs
| Versenyző        | Versenyszám  | 32-es főtábla                   | Nyolcaddöntő      | Negyeddöntő       | Elődöntő          | Vigaszág első kör | Vigaszág negyeddöntő | Vigaszág elődöntő | Bronzmérkőzés     | Döntő             | Helyezés |
| Versenyző        | Versenyszám  | Ellenfél Eredmény               | Ellenfél Eredmény | Ellenfél Eredmény | Ellenfél Eredmény | Ellenfél Eredmény | Ellenfél Eredmény    | Ellenfél Eredmény | Ellenfél Eredmény | Ellenfél Eredmény | Helyezés |
| ---------------- | ------------ | ------------------------------- | ----------------- | ----------------- | ----------------- | ----------------- | -------------------- | ----------------- | ----------------- | ----------------- | -------- |
| Simione Kuruvoli | Váltósúly    | Walid Mohamed Hussain (EGY) · V | kiesett           | kiesett           | kiesett           |                   |                      |                   |                   |                   | 20.      |
| Viliame Takayawa | Félnehézsúly | Günther Neureuther (FRG) · V    | kiesett           | kiesett           | kiesett           |                   |                      |                   |                   |                   | 18.      |

## Kerékpározás

### Országúti kerékpározás
Női
| Versenyző    | Versenyszám   | Idő              | Helyezés |
| ------------ | ------------- | ---------------- | -------- |
| Kathlyn Ragg | Mezőnyverseny | 2:25:59 (+14:45) | 32.      |

## Úszás
Férfi
| Versenyző     | Versenyszám    | Előfutam | Előfutam | Előfutam | Döntő   | Döntő   | Döntő   | Helyezés |
| Versenyző     | Versenyszám    | Idő      | Hely.    | Össz.    | Típus   | Idő     | Hely.   | Helyezés |
| ------------- | -------------- | -------- | -------- | -------- | ------- | ------- | ------- | -------- |
| Warren Sorby  | 100 m gyors    | 56,75    | 7.       | 57.      | kiesett | kiesett | kiesett | kiesett  |
| Warren Sorby  | 100 m hát      | 1:05,81  | 7.       | 40.      | kiesett | kiesett | kiesett | kiesett  |
| Warren Sorby  | 100 m pillangó | 1:05,53  | 8.       | 49.      | kiesett | kiesett | kiesett | kiesett  |
| Warren Sorby  | 200 m vegyes   | 2:22,74  | 7.       | 39.      | kiesett | kiesett | kiesett | kiesett  |
| Samuela Tupou | 200 m vegyes   | 2:19,79  | 7.       | 34.      | kiesett | kiesett | kiesett | kiesett  |
| Samuela Tupou | 100 m gyors    | 55,85    | 7.       | 54.      | kiesett | kiesett | kiesett | kiesett  |
| Samuela Tupou | 200 m gyors    | 2:02,22  | 8.       | 46.      | kiesett | kiesett | kiesett | kiesett  |
| Samuela Tupou | 100 m pillangó | 1:07,75  | 7.       | 52.      | kiesett | kiesett | kiesett | kiesett  |

Női
| Versenyző        | Versenyszám    | Előfutam | Előfutam | Előfutam | Döntő   | Döntő   | Döntő   | Helyezés |
| Versenyző        | Versenyszám    | Idő      | Hely.    | Össz.    | Típus   | Idő     | Hely.   | Helyezés |
| ---------------- | -------------- | -------- | -------- | -------- | ------- | ------- | ------- | -------- |
| Sharon Pickering | 100 m gyors    | 1:04,25  | 7.       | 18.      | kiesett | kiesett | kiesett | kiesett  |
| Sharon Pickering | 200 m gyors    | 2:19,31  | 7.       | 35.      | kiesett | kiesett | kiesett | kiesett  |
| Sharon Pickering | 100 m hát      | 1:10,49  | 8.       | 29.      | kiesett | kiesett | kiesett | kiesett  |
| Sharon Pickering | 100 m pillangó | 1:11,49  | 6.       | 34.      | kiesett | kiesett | kiesett | kiesett  |
| Sharon Pickering | 200 m vegyes   | 2:34,77  | 7.       | 26.      | kiesett | kiesett | kiesett | kiesett  |

## Vitorlázás
Férfi
| Versenyző  | Versenyszám     | Futam   | Futam | Futam | Futam | Futam  | Futam | Futam | Pontszám | Helyezés |
| Versenyző  | Versenyszám     | 1       | 2     | 3     | 4     | 5      | 6     | 7     | Pontszám | Helyezés |
| ---------- | --------------- | ------- | ----- | ----- | ----- | ------ | ----- | ----- | -------- | -------- |
| Tony Philp | Szörfvitorlázás | (45,0*) | 29,0  | 34,0  | 31,0  | 45,0** | 36,0  | 37,0  | 212,0    | 33.      |

* - kizárták

** - kizárták (korai rajt)
Nyílt
| Versenyző                     | Versenyszám | Futam | Futam | Futam  | Futam | Futam | Futam | Futam | Pontszám | Helyezés |
| Versenyző                     | Versenyszám | 1     | 2     | 3      | 4     | 5     | 6     | 7     | Pontszám | Helyezés |
| ----------------------------- | ----------- | ----- | ----- | ------ | ----- | ----- | ----- | ----- | -------- | -------- |
| David Ashby                   | Finn dingi  | 31,0  | 31,0  | (32,0) | 31,0  | 32,0  | 29,0  | 31,0  | 185,0    | 26.      |
| Bruce Hewett Colin Philp, Sr. | Tornádó     | 23,0  | 24,0  | (27,0) | 24,0  | 25,0  | 23,0  | 24,0  | 143,0    | 19.      |